# Jean Siméon Chardin
Jean-Baptiste-Siméon Chardin (París, 2 de noviembre de 1699 - 6 de diciembre de 1779) está considerado como uno de los más importantes pintores franceses del siglo XVIII. Se le conoce principalmente por sus naturalezas muertas y sus retratos.

## Vida y obra

### Primeras obras

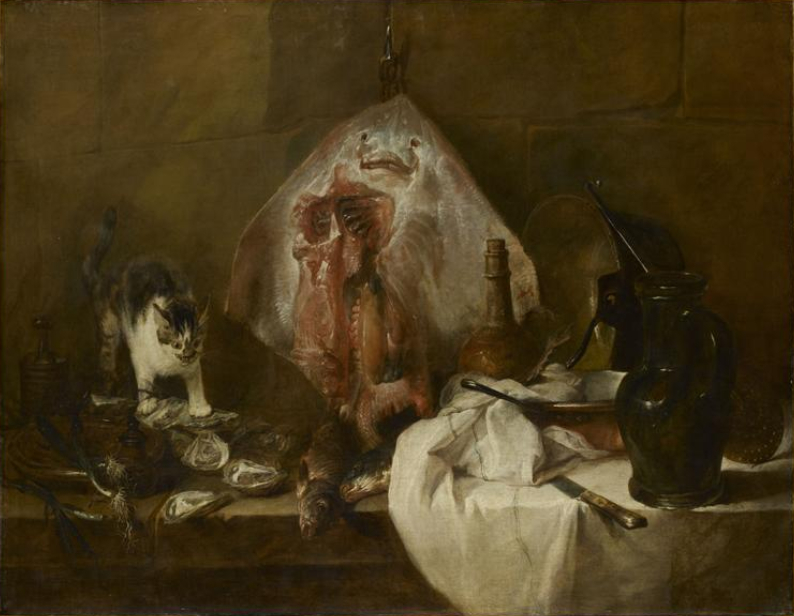
Bodegón con gato y raya, 1728, Museo del Louvre, París

Jean Siméon Chardin nació en París el 2 de noviembre de 1699 de padre artesano ebanista, fabricante de billares. 
No se sabe mucho de su educación antes del 6 de febrero de 1724. Se sabe que fue alumno de Pierre-Jacques Cazes (pintor de paisajes históricos) y que siguió los consejos de Noël Nicolas Coypel. El 6 de febrero de 1724 fue admitido en la Academia de Saint-Luc con el título de Maestro, al que renunció en 1729. Según los hermanos Goncourt, Coypel le pidió que le pintara un fusil en un cuadro de caza, apasionándolo por las naturalezas muertas.
Es probable que en 1728 dos miembros de la Real Academia de Pintura y Escultura, Louis Boullongne y Nicolas de Largillière, se fijaran en dos de los cuadros que fueron presentados en la Exposición de la juventud (presentaciones libres al aire libre alrededor de la plaza Dauphine y que se realizaban el día de Corpus Christi): Bodegón con gato y raya (La raya) y El buffet son esas dos obras maestras que le dieron el título de académico el 25 de septiembre de 1728, «en el talento de los animales y las frutas», es decir el nivel más bajo de la jerarquía de géneros (históricos, retratos, paisajes, marinas, flores y frutos) que regía la Academia Real Francesa.
La raya será objeto de admiración y fascinación unánimes desde el siglo XVIII. El buffet es una de las primeras obras fechadas de Chardin. Henri Matisse realizó copias de estas dos obras en 1896. En ambas representó un animal vivo, lo que constituye un modelo muy raro para Chardin pues pintaba muy despacio, corrigiendo continuamente lo realizado, lo que no es conveniente para la pintura de animales vivos. Es probable también que temiera la comparación con los dos maestros «en el talento de los animales» de la época: Alexandre-François Desportes (1661-1743) y Jean-Baptiste Oudry (1661-1755). Oudry le había precedido en la Academia Saint-Luc (1708) y en la Academia Real (1717)
En 1731 Jean Siméon se casó con Margarita Saintard, siete años después de haber firmado un contrato de matrimonio con ella. Su padre murió poco después y su hijo Jean Pierre nació en noviembre. Ese mismo año bajo la dirección de Jean-Baptiste van Loo (1684-1745) participó en la restauración de los frescos de la galería Francisco I de Francia del Palacio de Fontainebleau.
Cuatro años más tarde fallecería su mujer Margarita.

### Las escenas de género
Las primeras escenas de género de Chardin fueron pintadas en 1733. Chardin se dio cuenta de que no podría vender eternamente bodegones. Necesitaba ejercer en otro arte. Mariette, un contemporáneo de Chardin, cuenta en su Abecedario que Chardin habría comentado a uno de sus amigos, Joseph Aved (1702-1766), que un salario incluso pequeño era siempre de agradecer por un retrato aunque el artista no fuera muy conocido, Aved le habría contestado :

«Sí, si un retrato fuera tan fácil de hacer como una salchicha».

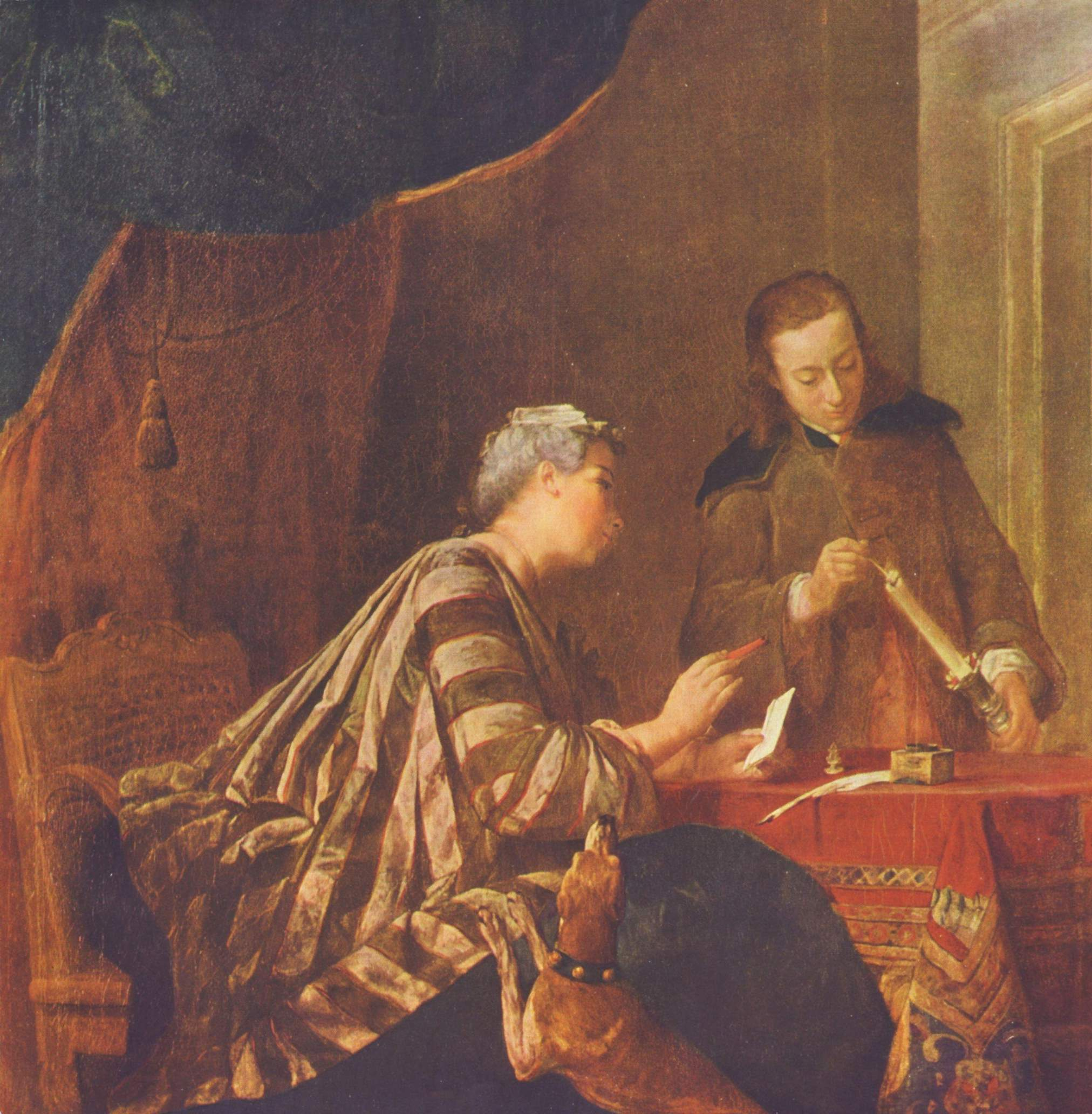
Señora sellando una carta, 1732 (81 × 64 cm), Schloß Sanssouci, Bildergalerie (Potsdam)

Chardin se lanzó un desafío, tenía que pintar otra cosa que naturalezas muertas. Pero no era esta su única razón para cambiar de «talento». Según Mariette:

«La frase le impresionó y, tomándolo menos como una burla que como una verdad, analizó su arte y cuanto más lo examinó, más se convenció de que nunca le sacaría provecho. Temía, puede que con razón, que pintando sólo objetos inanimados y poco interesantes, se cansasen de sus producciones y que pintando animales vivos, quedara muy por debajo de Desportes y Oudry, dos competidores temibles cuya reputación ya estaba establecida».

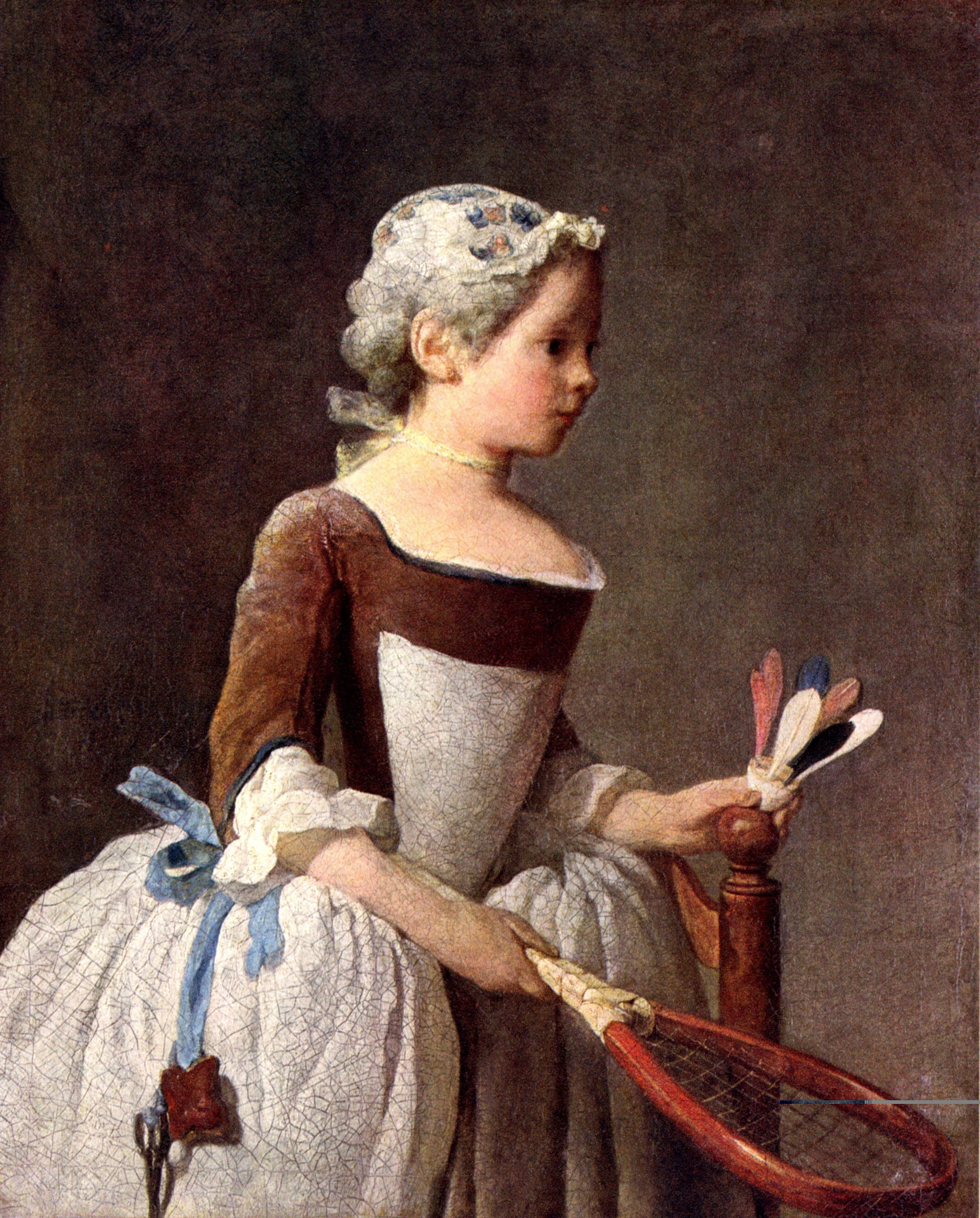
Muchacha con volante, 1741 (81 × 64 cm), Galleria degli Uffizi (Florence)

Chardin se inició en las "scènes de genre" (pintura representando escenas domésticas), lo que no fue fácil para él. Los clientes de la pintura del siglo XVIII querían sobre todo imaginación, que era la facultad que más faltaba a Chardin. Tenía dificultades para componer sus cuadros lo que se explica, en parte, porque cuando, tras largas y pacientes investigaciones, una estructura le convenía la reutilizaba en varias obras. Este periodo de la vida de Chardin se abrió con dos obras maestras:
- Señora sellando una carta (146 x 147 cm, Berlín, Stiftung Preußischer Kulturbesitz) representa a una persona joven que espera con impaciencia que le acerquen luz para poder sellar una carta. Fue expuesto por primera vez en 1734 en la plaza Dauphine.
- La cisterna de cobre (38 x 43 cm, Museo Nacional, Estocolmo) representa a una mujer agachada cogiendo agua en una cisterna de cobre. Como en la obra precedente, una puerta en el muro del fondo muestra una escena secundaria. Pero las aberturas son raras en las obras de Chardin, los interiores cerrados impiden cualquier comparación con los cuadros holandeses.
- En la Muchacha con volante (también conocido como Muchacha con el juego de la pluma ) el artista no intentó en ningún momento dar sensación de movimiento. La niña completamente inmóvil, la mirada fija, posa para el artista reflejando con su actitud la vigilancia permanente de la que es objeto. Este defecto fue sin embargo utilizado admirablemente en El castillo de naipes y realizó hasta cuatro obras con pocas variaciones sobre el tema. De esta época data El niño de la peonza (1738) que se exhibe en el Museo del Louvre.

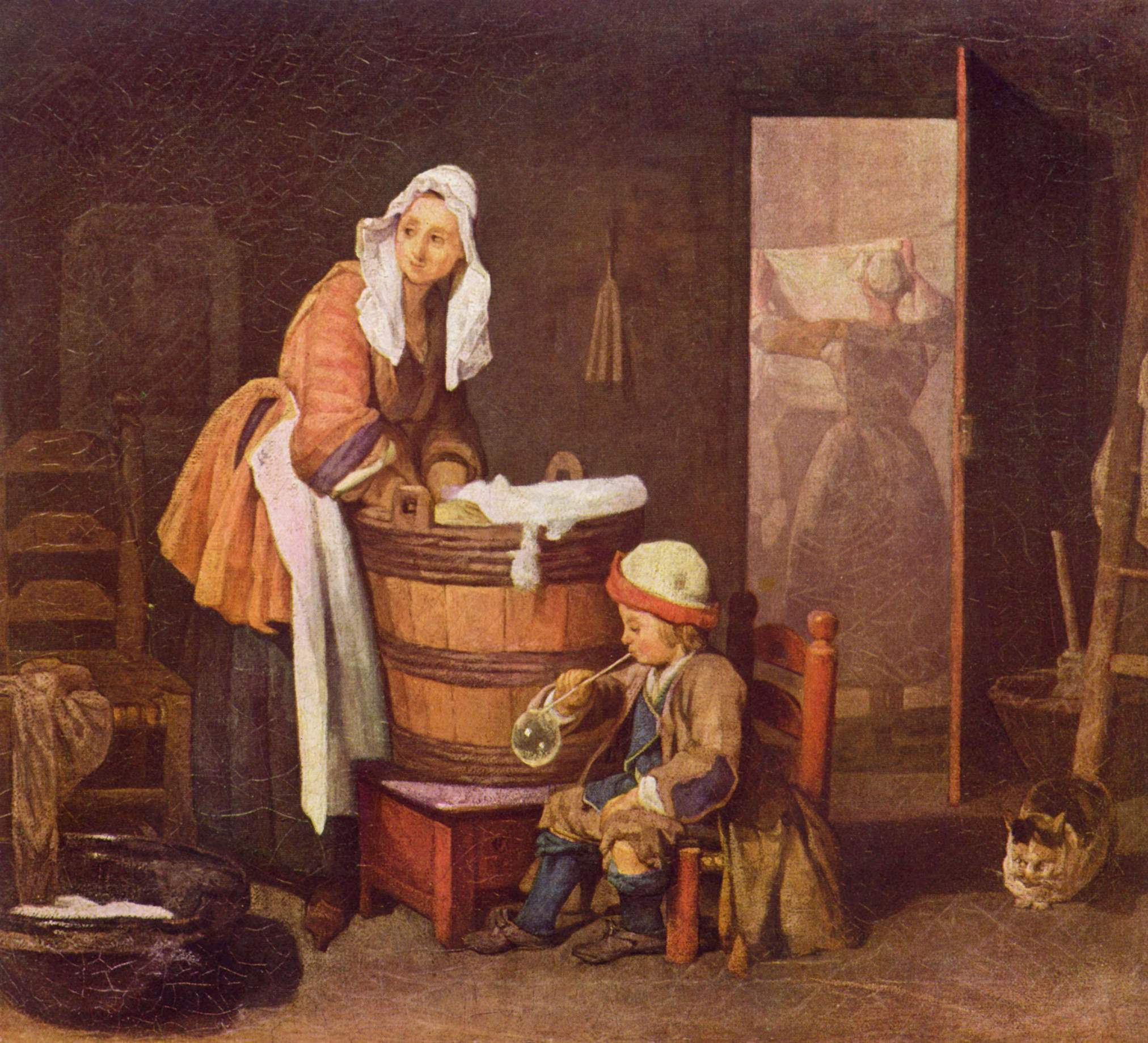
La lavandera, c. 1735 (37 × 42 cm), Hermitage (San Petersburgo)

Chardin fue presentado en 1740 a Luis XV de Francia en Versalles por Philibert Orry, superintendente de los edificios del rey (Surintendant des Bâtiments du Roi, equivalente a un ministro de cultura actual) e interventor general de finanzas. Chardin, para la ocasión, ofreció dos cuadros al rey, La bendición y La madre trabajadora. Fue la única vez que Simeón Chardin coincidió con Luis XV.

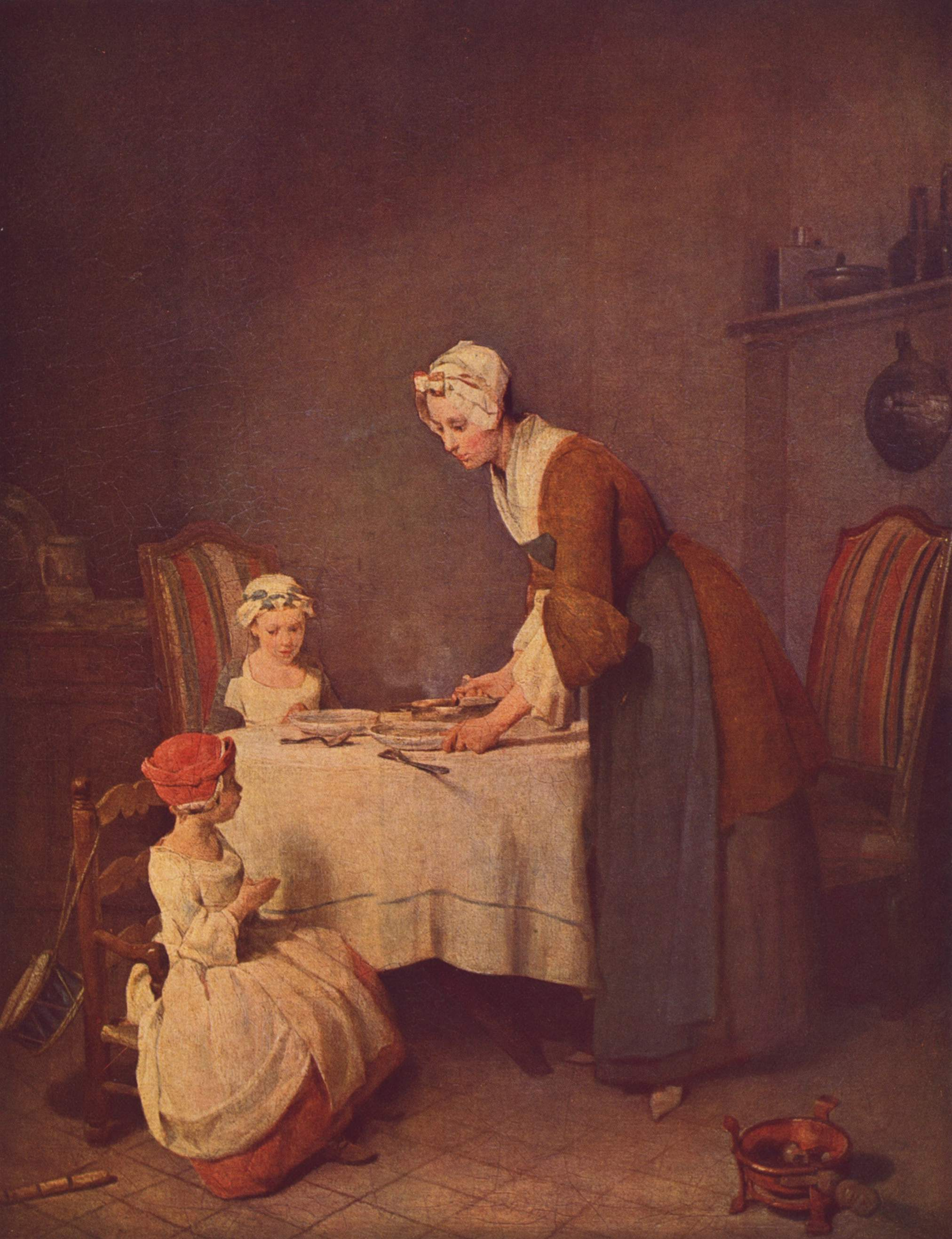
Bendición, 1740 (49 × 38 cm), Museo del Louvre (París)

La bendición (49,5 x 38,5 cm, París, Louvre) y La madre trabajadora (49,5 x 38,5 cm, París, Louvre) fueron olvidados diez años después de la muerte de Luis XV y redescubiertos en 1845, revalorizados por los gustos de la burguesía del siglo XIX, que apreciará la representación de las virtudes burguesas (honor, orden, ahorro) en contraposición al presunto libertinaje general de la nobleza.

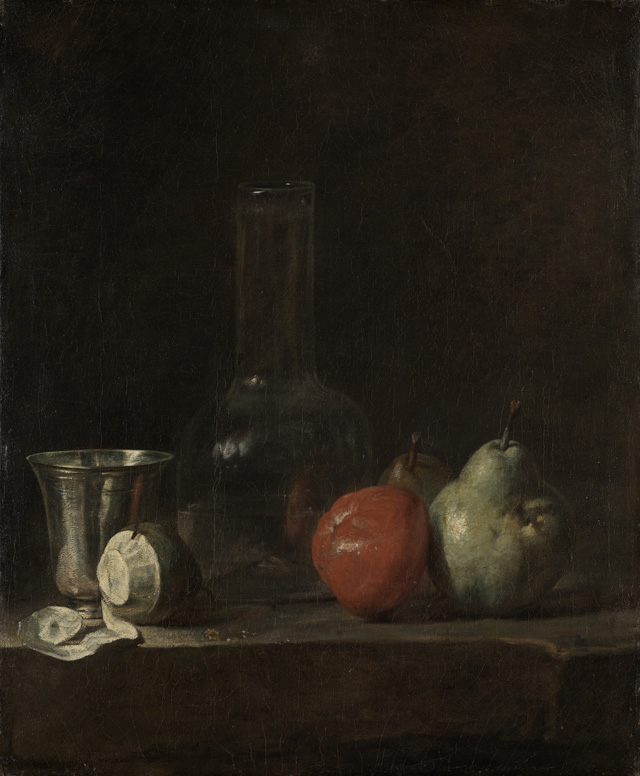
Naturaleza muerta con jarrón y frutas, 1750 Óleo sobre tela, Karlsruhe

En 1744, con 45 años, casó con Françoise Marguerie Pouget (1707-1791), que tiene 37. Poco después será protegido por un personaje importante, el marqués de Vandières, futuro marqués de Marigny y director de los edificios del rey entre 1751 y 1773. Con el rango preciso de Director de los Edificios, Artes, Academias, Jardines y Manufacturas del Rey era hermano de Madame de Pompadour. Como su hermana, apreciaba mucho el talento de Chardin, del cual poseía algunas obras. Será él quien ayude a Chardin para la obtención de una pensión de 500 libras.
Su hijo Jean-Pierre, tras la obtención en 1754 del primer premio de la Academia, viajó a Roma para continuar sus estudios. Secuestrado por unos corsarios en 1762 frente a las costas de Génova morirá tras su liberación en 1767.
Chardin fue nombrado tesorero de la Academia en 1755 y dos años más tarde Luis XV le concedió una vivienda oficial en las galerías del Louvre, a instancias del marqués de Marigny, como él mismo se encargó de anotar:

«Le comunico con placer, Señor, que el Rey le concede la vivienda desocupada de las Galerías del Louvre tras el fallecimiento de S. Marteau, sus talentos le alcanzaron la esperanza de esta gracia del Rey, estoy muy contento de haber podido contribuir a que le fuera cedida. Soy, Señor, su humilde y obediente servidor.»
Carta del 13 de marzo de 1757, ortografía y puntuación de la época.

El inventario de los bienes de Chardin tras su muerte revela que esta vivienda estaba compuesta de cuatro habitaciones, comedor, cocina, pasillo, sótano y una buhardilla bajo la escalera.

### Las naturalezas muertas

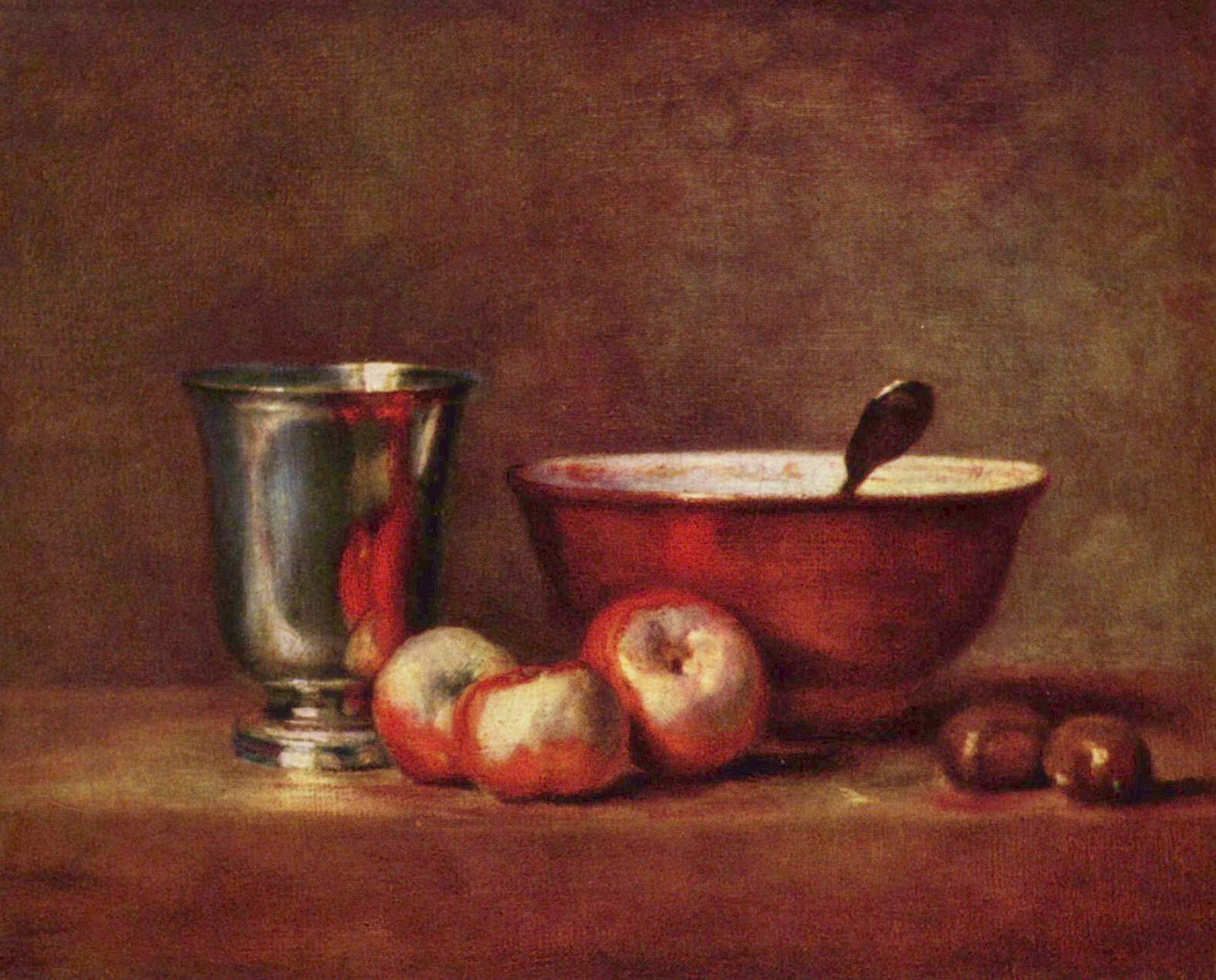
Naturaleza muerta, c. 1760 (33 × 41 cm), Óleo, Museo del Louvre (París)

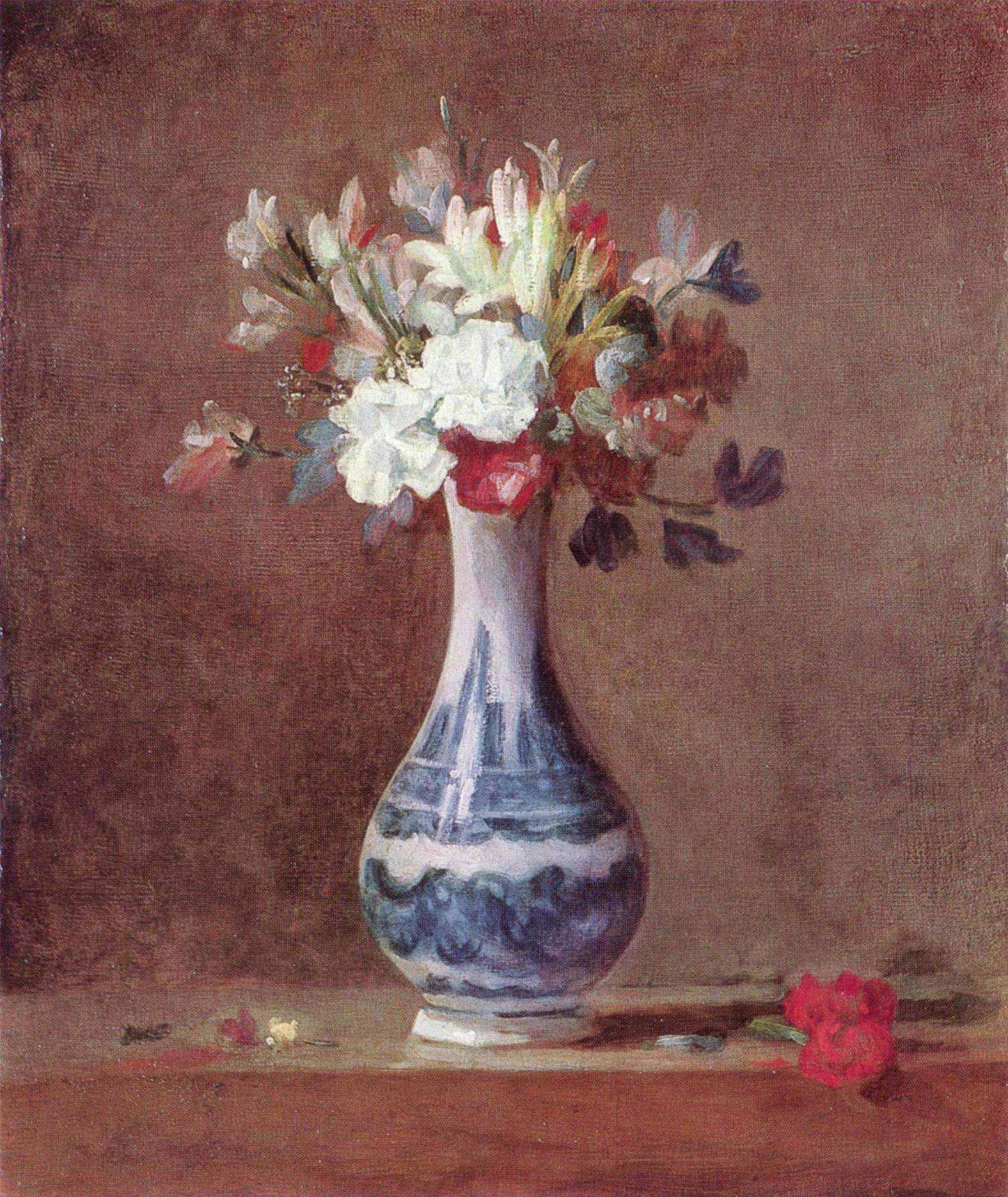
Naturaleza muerta, jarro de flores, c. 1760-1763 (44 × 36 cm), Óleo sobre tela, National Gallery of Scotland, Edimburgo

Muy ocupado por sus funciones de tesorero y por la responsabilidad de organizar la instalación de los cuadros para el Salón de la Academia, oficio llamado «tapissier» (tapicero) que le causará varios altercados con Oudry, Chardin volvió a su primer oficio a partir de 1748 y pintó cada vez más naturalezas muertas. Expuso aún algunas escenas de género pero había dejado de componerlas; serán sólo copias de obras anteriores o variantes de estas.

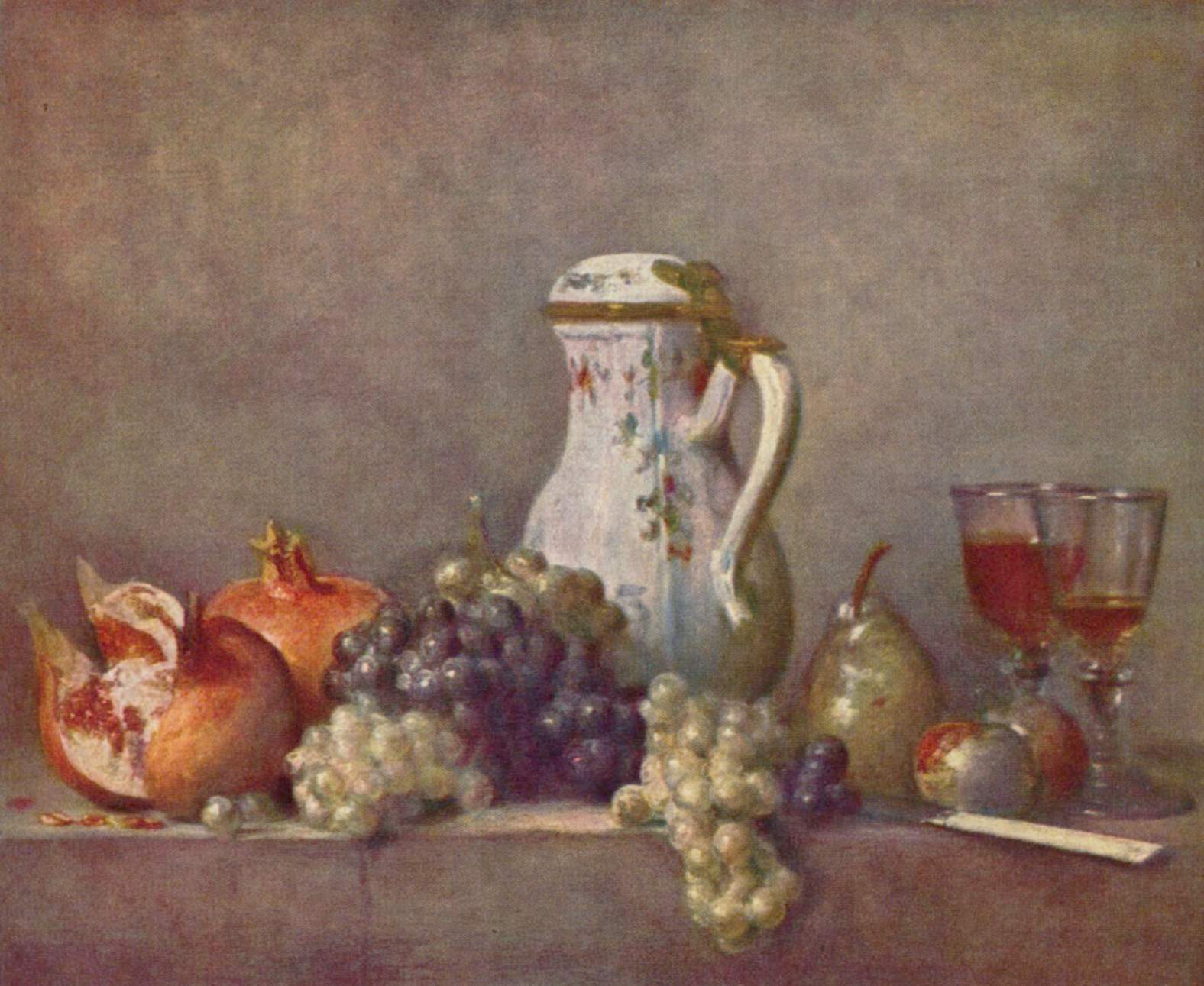
Uva y granada, 1763 (47 × 57 cm), Óleo sobre tela, Museo del Louvre (París)

Chardin (según Pierre Rosenberg, Catalogue de l'Exposition de 1979, p. 296) cambió poco a poco de estilo. Entre 1755 y 1757, realizó obras en las que multiplicaba y miniaturizaba los objetos, intentando organizar composiciones más ambiciosas en las que dará más importancia a las transparencias; cada vez más le preocupará el aspecto del conjunto, haciendo surgir de una penumbra misteriosa objetos y frutos.
En 1765 fue aceptado por unanimidad como asociado libre en la Academia de Ciencias y Bellas letras de Ruan. De esa época son algunas naturalezas muertas (Naturaleza muerta con atributos de las artes). En 1769 el matrimonio Chardin recibió una renta vitalicia de 2000 libras que aumentó al año siguiente.
En 1772 Chardin enfermó. Sufría probablemente del «mal de la piedra» (cólicos nefríticos). En 1779 debido a su edad y su enfermedad dimitió de su cargo de tesorero de la Academia.

### El pastel
La técnica de pintura al pastel, que ya fue practicada por Leonardo da Vinci y Hans Holbein, despegó en el siglo XVIII gracias, entre otros autores, a los retratos de la familia real realizados por Maurice Quentin de La Tour amigo de Chardin.

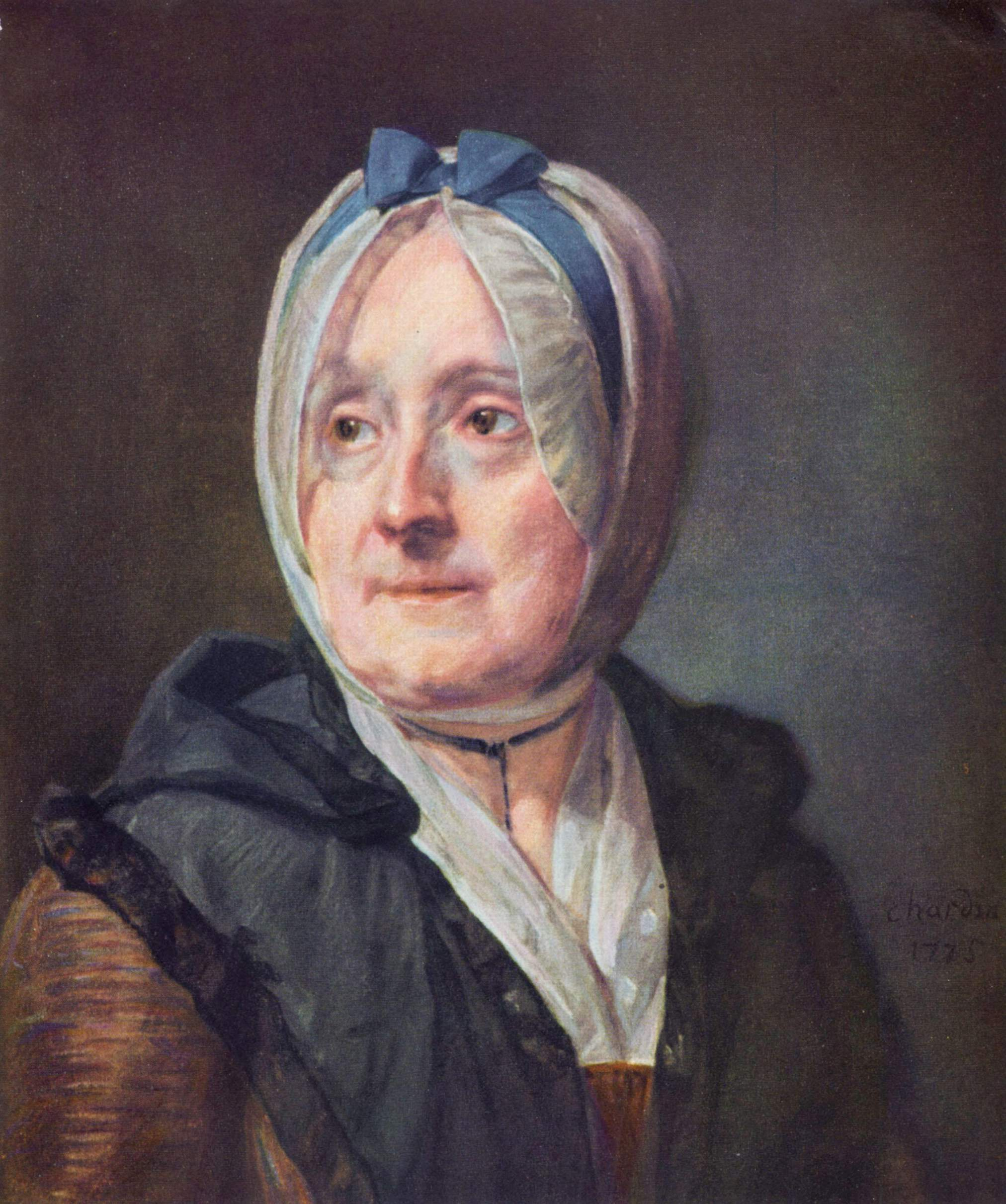
Retrato de Madame Chardin, 1775 (pastel, 46 × 38 cm), Museo del Louvre, París

En 1760 Quentin de la Tour realizó un retrato de Chardin con esta técnica y lo ofreció en 1774 a la Academia para que esta festejara a Chardin tras dimitir de sus funciones como tesorero de la Academia. El retrato fue colgado en la sala de sesiones el 17 de enero de 1775 en presencia de Jean Simeon Chardin.
1774 marca otro punto de inflexión en la vida de Chardin, tras la sustitución del marqués de Marigny como Director de los Edificios del Rey por del conde de Angevilliers a la muerte de Luis XV. Las relaciones entre Chardin y el conde de Angevilliers eran muy distintas de las que tenía con el hermano de la Pompadour. Es probable que Chardin tuviera que enfrentarse a un desdén hostil, sufriendo distintos menosprecios por parte del conde.
En paralelo, tras la muerte de François Boucher (1703-1770), Primer Pintor del rey, el conde hizo dimitir a Charles-Nicolas Cochin hijo (1715-1790) (otro protegido de Marigny y amigo de Chardin) de su cargo de Secretario de la Academia y nombró en su lugar a Jean-Baptiste Marie Pierre (1714-1789) al mismo tiempo Primer pintor del Rey y Secretario de la Academia.
Jean Simeon Chardin se dedicó realmente a esta técnica a partir de 1770. Explicó este cambio por problemas de salud en una carta al conde el 21 de junio de 1778 en la que le pedía seguir percibiendo la renta de la función de tesorero de la Academia, que había dejado cuatro años antes. En su respuesta del 21 de julio de 1774, el conde le dirá que ya cobraba mucho más que muchos otros "funcionarios" de la Academia, aun siendo maestro de un género menor.
En este contexto y muy a pesar de sus enemigos, Chardin se impuso como retratista con sus pasteles. Entre 1771 y 1779 expondrá en los Salones distintos autorretratos, retratos de su esposa, distintos cuadros "de expresión" y una copia de Rembrandt.
El 25 de agosto de 1779, Chardin expuso sus últimos pasteles. Una de las hijas de Luis XV que apreciaban sus obras compró un Jacquet (nombre genérico para el retrato de un joven lacayo). El 6 de diciembre de 1779, a las nueve de la mañana, murió Jean Simeon en su vivienda del Louvre. El conde de Angevilliers negará la concesión de una renta a su viuda. Mme de Chardin murió el 15 de mayo de 1791 en casa de un familiar.

## Difusión de sus obras

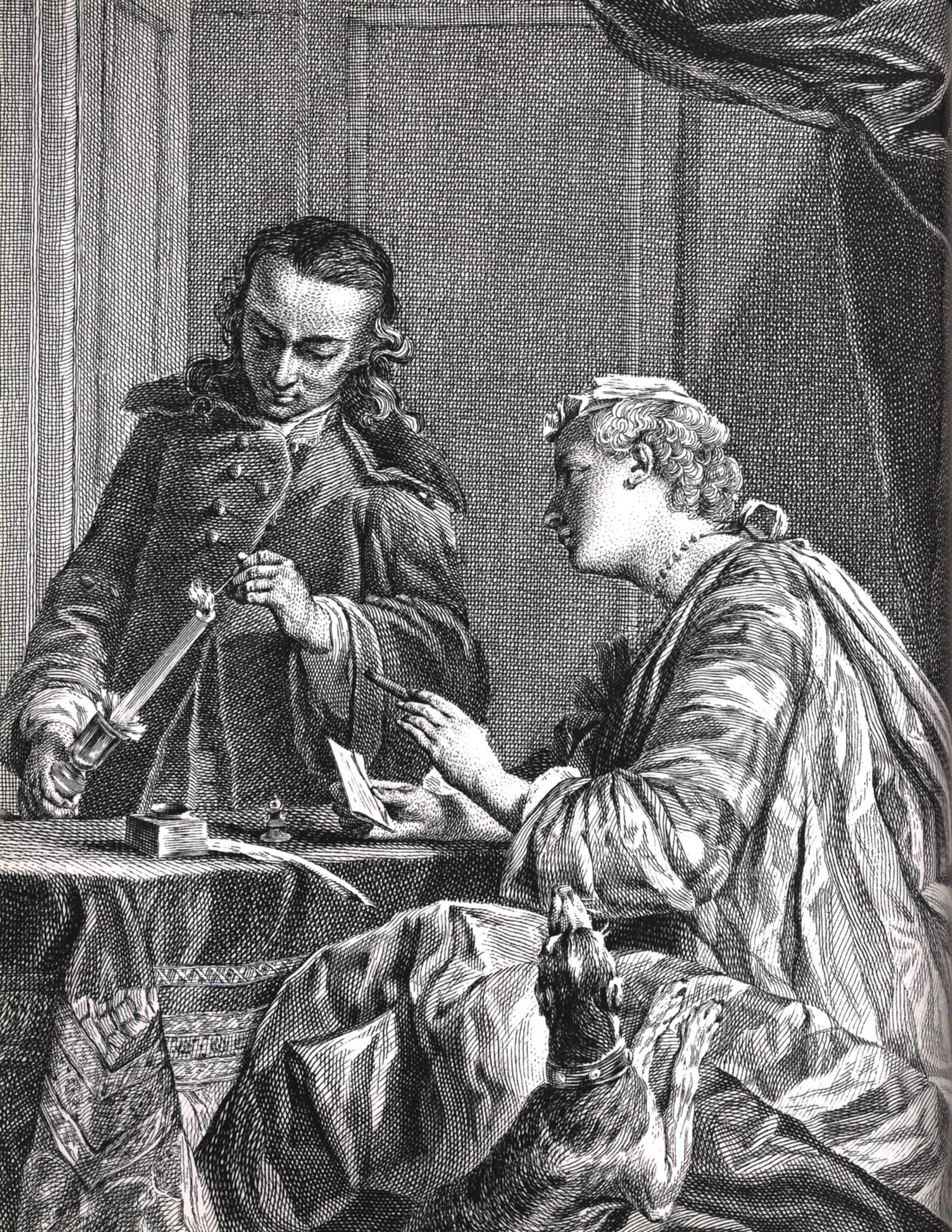
Señora sellando una carta, grabado de Etienne Fessard.

Desde finales del siglo XIV, el grabado, aparte de técnica esencial para grandes artistas como Rembrandt, fue el método más importante para la reproducción y difusión de los cuadros. Durante el siglo XVIII los "coleccionistas" se complacían en la adquisición de estampas que reproducían sus obras con poemas relacionados. Chardin es uno de los autores más copiados en este sentido, convirtiéndose en el autor de moda gracias a sus obras de género.
Los originales en cambio eran poseídos por unos pocos admiradores contemporáneos, entre los cuales se encuentran nombres como Catalina II de Rusia (5 obras), Federico II el Grande (3 obras), Luis XV de Francia (2 obras) o Luisa Ulrica de Prusia, reina de Suecia (al menos 10 cuadros).